# まめきゅん
まめきゅん(Mamekyunn)は、韓国で作られた教育アニメ。

## 概要
国語、算数などの知育系コンテンツやマナー、生活習慣などのアニメを主にしている。ままきゅんは主に生活教育、安全教育、交通安全マナー、動物や恐竜について詳しく歌で説明したり、折り紙のおりかたやキリエの切り方などをモチーフにして作られた小さい子たち【幼児、赤ちゃん、幼稚園、一年生など。時にはお家の人やお姉ちゃんお兄ちゃん】が喜ぶ、そんな韓国アニメです。、2016年よりYouTubeで公開されている。

## 主なキャラクター
トーマス
声 - 不明
やんちゃなトーマスの主人公。やんちゃだが、ナレーターにちゃんと教えあげられ、最終的にいい子になり、嬉しく幸せになる。
ケンタ
声 - 伊達朱里紗
やんちゃなケンタシリーズの主人公。やんちゃでいたずら好きの男の子。お母さんや幼稚園の先生など大人の言いつけを守らない、いたずらをするなどしてお母さんに怒られている。そして最後のシーンでは天罰が起こる事もあるため酷い目に遭うシーンが多い。動物バトルシリーズでの名前は「アラン」。
ケンタのお母さん
声 - 不明
ケンタの母親。ケンタをよく叱っている。
ケンタのお父さん
声 - 屋良有作
ケンタの父親。お母さんには頭が上がらない。ケンタを注意することもあるが、甘やかす一面もある。
ヒロ
声 - 不明
ケンタの親友。眼鏡をかけていて緑の半袖の服を着ている男の子。ケンタが何かをやらかした時、トシと一緒にその場から逃げる時や知らんぷりする場合もある。そして最後のシーンでは仲直りするシーンもあった。
トシ
声 - 不明
ケンタの親友。髪の色が赤髪でオレンジの半袖の服を着て男の子(いわゆるガキ大将)。車やかっこいいものが好きでよくケンタに自分のコレクションを台無しにされて泣いたり、怒ったりする事もある。
モング
声 - 不明
安全ヒーローシリーズのキャラクター。サルの男の子。やんちゃな性格で危ないことをしては、安全マンに注意されている。注意された後、自分で反省、またはお母さんに怒られたり、後悔するという酷い目に遭うシーンが多い。
リナ→イスル
声 - 不明
安全ヒーローシリーズのキャラクター。モングの友達。慎重派な性格でやんちゃするモングを注意したり、たしなめたりしている。モングの度が過ぎると怒りを表したり、口調が強くなることもある。周りからは「リナ」と呼び捨てにされるが、ちゃん付けされることもある。「新型コロナウイルスの安全対策」から名前が「イスル」に変更されている。
安全マン
声 - 屋良有作
安全ヒーローシリーズのキャラクター。子どもたちの安全を守る正義の味方で、ライオンの男性。いけないことをしていたらその場で叱るが、ただ叱るだけではなくどう対処したらいいか教えるなど、実はとても優しい。モングにはいつも世話を焼いている。
ジャック
子供警察官ジャックシリーズのキャラクター。猫の男の子で推理が得意。
ティラ様
声-屋良有作
恐竜ストーリーシリーズのキャラクター。どんな恐竜もティラ様には逆らえない！とても凶暴なティラノサウルス。強くて少しズルいやり方をする事がある、お腹が空くと同じ街に住んでいる草食恐竜のトリケラトプスのケラ、ブラキオサウルのキオとアンキロサウルスのミミを食べようと様々な計画を立てて手下のアロサウルスのロシと計画を実行するがいつも草食恐竜にやられてしまい、逃げていく。そんなティラノサウルスのキャラ。
ロシ
声- 伊達朱里紗
恐竜ストーリーシリーズに登場するティラ様の手下の小柄なアロサウルスの男の子。ティラ様と一緒によくお腹を空かせ、草食恐竜を食べようと計画を立てては、草食恐竜の方が一枚上手でやられてしまう。そんなアロサウルスだ。
ケラ
声- 不明
恐竜ストーリーシリーズに登場するトリケラトプスの男の子。ケラはキオやミミと仲が良くいつも一緒にいる。
キオ
声ー不明
恐竜ストーリーシリーズに登場するブラキオサウルスの女の子で、キオはケラやミミと仲が良くいつも一緒にいる。
ミミ
恐竜ストーリーシリーズに登場するアンキロサウルスの女の子でミミはケラやキオと仲が良くいつも一緒にいる。